# Odynerus annulicornis
Odynerus annulicornis är en stekelart som först beskrevs av Blüthgen 1956.  Odynerus annulicornis ingår i släktet lergetingar, och familjen Eumenidae. Inga underarter finns listade i Catalogue of Life.